# Dimitri Sesemann
Dimitri Vassiliévitch Sesemann (Дмитрий Васильевич Сеземан), né à Helsinki (Finlande) le 6 février 1922 et mort à Franconville (Val-d'Oise) le 14 août 2010, est un écrivain et traducteur franco-russe.

## Biographie
Fils du philosophe Vassili Seseman (en) et petit-fils du zoologiste Nikolaï Nassonov (en), il grandit à Paris dans les milieux émigrés russes et milite dans les Jeunesses communistes, tandis que sa mère, Antonina, est agente du NKVD, chargée de l'espionnage des trotskistes en exil.
En 1937, il quitte la France avec sa mère pour déménager volontairement en URSS, ignorant le climat des grandes purges. Sa mère est remariée avec l'écrivain Nikolaï Klépinine (ru). La famille s'installe avec Marina Tsvetaïeva et son mari Sergueï Efron dans une datcha de la banlieue de Moscou.
En 1939, sa mère et son beau-père sont arrêtés en même temps que les époux Tsvetaïeva. Son beau-père est fusillé ainsi que le mari de Marina Tsvetaïeva. Sa mère meurt de faim et de mauvais traitements en 1943. Dimitri Sesemann est lui arrêté en 1942 pour « propagande antisoviétique » et est déporté au Goulag en Sibérie. Il est libéré en 1944, participe à la Grande Guerre patriotique, puis revient vivre dans la capitale soviétique, où il travaille pour le service français de Radio Moscou.
En 1976, il quitte l'URSS, et devient traducteur et professeur de littérature russe à l'université Paris-Nanterre en 1979. Devenu anticommuniste, il publie un ouvrage en 1979 prévoyant la dislocation de l'URSS, puis ses mémoires.
Il a notamment traduit en français des œuvres de Pouchkine, Maïakovski et Boris Pasternak, ainsi que des ouvrages sur la Russie contemporaine.

## Ouvrages
- Tout est calme à Moscou, Paris, éd. Robert Laffont, 1979.
- Les Confessions d'un métèque, Paris, éd. JC Lattès, 2001.